# ジャスティン・バルタザール
ジャスティン・バルタザール（Justine Baltazar、1997年2月19日 - ）は、フィリピンの男子プロバスケットボール選手である。ポジションはパワーフォワード。

## 来歴
パンパンガ州マバラカット出身。
高校はナショナル・ユニバーシティ、大学はデ・ラ・サル・ユニバーシティ・マニラに在籍し、UAAPで活躍。
大学卒業後は国内リーグでプレーした後、2022年に広島ドラゴンフライズに移籍。
2022年12月20日付で広島と契約解除。8試合出場で平均1分42秒0.3得点0.1リバウンド0.1アシストにとどまった。

## フィリピン代表歴
- 2020年東京オリンピック世界最終予選
- FIBA男子アジアカップ2022予選